# Nazionale femminile di hockey su prato del Giappone
La nazionale di hockey su prato femminile del Giappone è la squadra femminile di hockey su prato rappresentativa del Giappone ed è posta sotto la giurisdizione della Japan Hockey Association.

## Partecipazioni

### Mondiali
- 1974 – non partecipa
- 1976 – non partecipa
- 1978 – 6º posto
- 1981 – 7º posto
- 1983 – non partecipa
- 1986 – non partecipa
- 1990 – 11º posto
- 1994 – non partecipa
- 1998 – non partecipa
- 2002 – 10º posto
- 2006 – 5º posto
- 2010 – 11º posto
- 2014 – 10º posto
- 2018 – 13º posto

### Olimpiadi
- 1980-2000 - non partecipa
- 2004 - 8º posto
- 2008 - 10º posto
- 2012 - 9º posto
- 2016 - 10º posto

### Champions Trophy
- 1987-2006 - non partecipa
- 2007 - 5º posto
- 2008 - 6º posto
- 2009 - non partecipa

### Coppa d'Asia
- 1981 - non partecipa
- 1985 - 2º posto
- 1989 - 2º posto
- 1993 - non partecipa
- 1999 - non partecipa
- 2004 - 2º posto
- 2007 - Campione